# Дуглас, Род
Род Дуглас (англ. Rod Douglas; род. 20 октября 1964, Лондон) — английский боксёр, участник летних Олимпийских игр (1984), чемпион Игр Содружества (1986).

## Биография
Родился 20 октября 1964 года в Лондоне, Англия, Великобритания. 
В 1984 году принял участие в боксёрском турнире летних Олимпийских игр 1984 года в Лос-Анджелесе, где смог дойти до четвертьфинала. Два года спустя, в 1986 году Дуглас представлял Англию на Играх Содружества в Эдинбурге, где завоевал золотую медаль в среднем весе (до 75 кг).
На протяжении некоторого времени Дуглас выступал за команды St. Georges ABC и Broad Street, а также несколько раз выигрывал чемпионат ABA в среднем весе и полусреднем весе.